# Höfen (Monschau)
Höfen, of Monschau-Höfen, is een stadsdeel van de Duitse stad Monschau, in het westen van de deelstaat Noordrijn-Westfalen. In feite is Höfen een apart dorp, gelegen zo'n zes kilometer ten zuidzuidoosten van Monschau, tientallen meters hoger in de heuvels. Höfen telt 2054 inwoners (2006).
Höfen werd voor het eerst vermeld in 1371 en is afgeleid van Hof ofwel boerderij.
Höfen vormde tot 1972 een zelfstandige gemeente binnen het district Monschau. Dat jaar werd een herindeling doorgevoerd (Aachen-Gesetz), waarbij Höfen en andere dorpen in de omgeving bij de gemeente Monschau werden gevoegd en het district Monschau werd opgenomen in het district Aken.

## Natuur en landschap
Höfen ligt aan de rand van het Nationaal Park Eifel en trekt veel toeristen die dit natuurgebied en/of de stad Monschau bezoeken. De bebouwing van het dorp bevindt zich langs de Hauptstrasse en enkele zijstraten. Kenmerkend voor Höfen en de streek zijn de hoge rodebeukenheggen. Deze tot tien meter hoge heggen bieden bescherming tegen de wind en houden de huizen in de winter relatief warm.

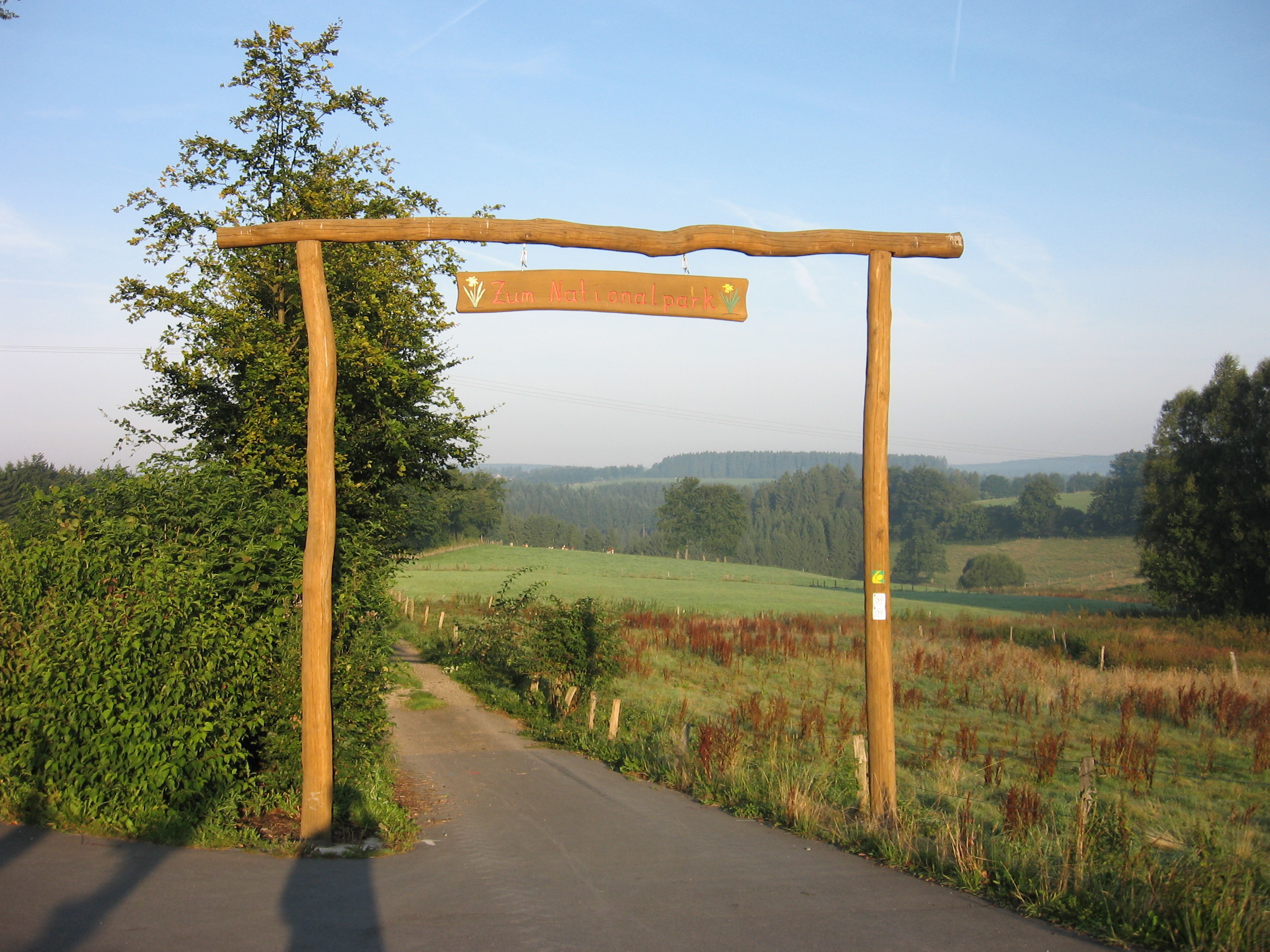
Ingang tot het nationale park in Höfen

## Langlaufloipes
Bij voldoende sneeuwval worden er drie loipes gemaakt voor langlaufen klassieke stijl door het Höfener Wald. Twee daarvan beginnen bij de parkeerplaats Rothe Kreuz langs de Bundesstraße 258 ten zuidoosten van het dorp. De gemakkelijke loipe Rothe Kreuz is ongeveer vijf kilometer met een totaal hoogteverschil van twintig meter. Deze loopt aan de noordkant van Bundesstraße 258. Ongeveer 700 meter voor de parkeerplaats is er een aansluiting van enkele kilometers naar de loipes van buurdorp Rohren. Aan de zuidkant van de B258 is de middelzware loipe Antoniusbücke van 4,5 kilometer met een hoogteverschil van 60 meter. Halverwege deze loipe is er een verbinding met de loipes van het buurdorp Kalterherberg. Ook kan er halverwege deze loipe afgeslagen worden en de loipe Wahlerscheid gedaan worden. Deze loipe van 5,5 kilometer is ook middelzwaar en begint bij parkeerplaats Wahlerscheid aan de B258. De eerste helft loopt hij langs de beek Wermessief door het bos naar beneden tot de brug over de Fuhrtsbach. Daarna gaat hij weer omhoog tot de grens met België en buigt dan af naar de parkeerplaats.

## Bezienswaardigheden
- Sint-Michaëlskerk, neogotisch bouwwerk van 1857.
- De "Landschaftskrippe", met zingende herder, in de Sint Michaëlkerk in Höfen. Deze is vanaf de eerste adventsdag tot begin februari elke dag geopend.

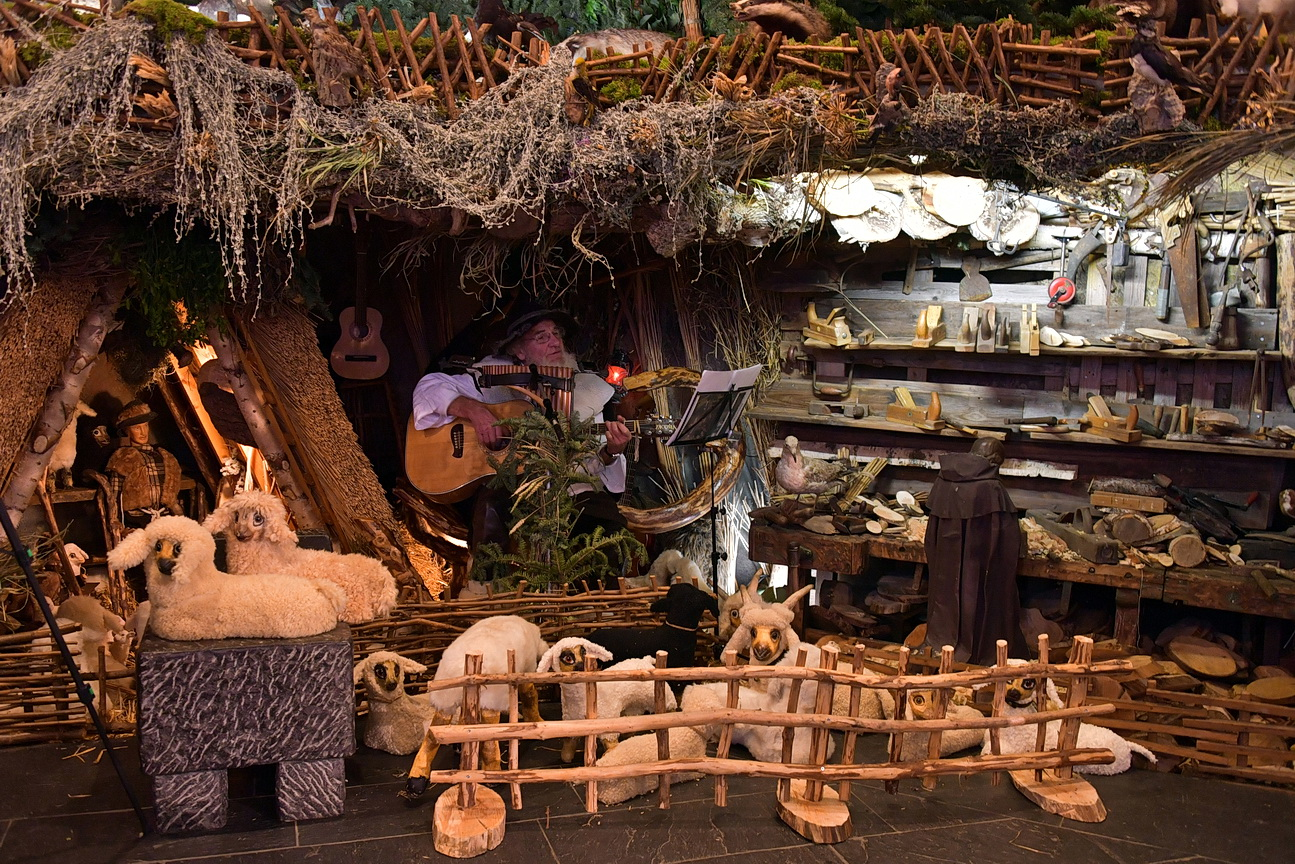
De "Landschaftskrippe" en de zingende herder Reiner Jakobs.

## Nabijgelegen kernen
Monschau, Rohren, Kalterherberg, Schöneseiffen
Stedenregio Aken · Regierungsbezirk Keulen · Noordrijn-Westfalen